# Girl Talk

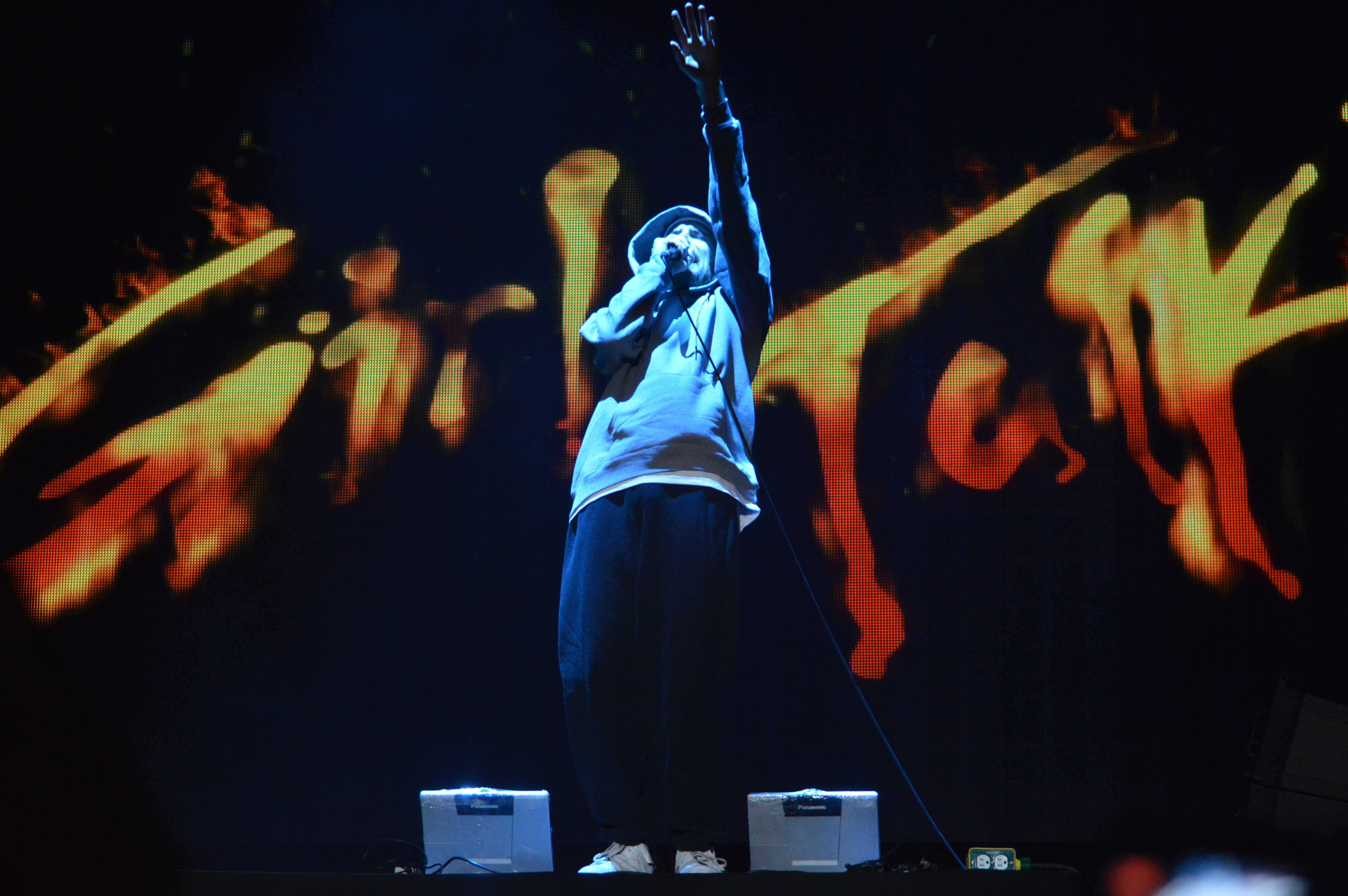
Girl Talk en una presentación en la Ciudad de México en julio de 2013

Girl Talk es el nombre artístico del músico Gregg Michael Gillis (nacido el 26 de octubre de 1981). Gillis, quien vive en Pittsburgh, Pennsylvania, ha lanzado 4 LP con Illegal Art y EP con los sellos 333 y 12 Apostles. Comenzó haciendo música mientras estudiaba ingeniería bio-médica en la Case Western Reserve University en Cleveland, Ohio. Se especializa en hacer mashup, en los que, fácilmente, usa 10 o a veces más, samples no autorizados de diferentes canciones para crear una nueva canción. 
The New York Times Magazine ha calificado su música como "una demanda legal esperando a suceder.", una crítica que Gillis ha atribuido a medios masivos que quieren "crear controversia donde no la hay", citando el fair use (uso justo) como su soporte y fundamento legal para sus sampleos.
Ha dado diferentes explicaciones para el origen de su nombre artístico, diciendo una vez que aludía a un poema de Jim Morrison y en otra ocasión dijo que aludía a un proyecto antiguo de Merzbow.
En 2007, Gillis ganó un Premio Rave de la revista Wired.
En diciembre de 2008, su disco Feed the Animals fue el número 4 en el ranking elaborado por la revista Time, de los mejores 10 discos del 2008.

## Apariciones en películas
2007:Apareció en "Good Copy Bad Copy", un documental acerca del estado actual del copyright y la cultura.
2008:Apareció en "RIP!: A Remix Manifesto", un documental que examina los problemas del copyright en la era de la información.

## Discografía

### Álbumes
- Secret Diary CD (2002, Illegal Art)
- Unstoppable CD (2004, Illegal Art)
- Night Ripper CD (2006, Illegal Art)
- Feed the Animals CD (2008, Illegal Art)
- All Day CD (2010, Illegal Art)

### Bootlegs
- Girl Talk Murders Seattle (2007)
- Live at Bonnaroo (2007)

### EP
- Stop Cleveland Hate 12" (2004, 12 apostles)
- Bone Hard Zaggin' 7" (2006, 333 recordings)

### Apariciones en Compilaciones
- bricolage #1 CD (Illegal Art)
- "Killing A Material Girl" - 3min 37 sec
- Illegal Art 2007 Sampler MP3 (Illegal Art)
- "Lets Run This"
- Circuits of Steel CD  (SSS) (2003)
- Ministry of Shit CD (Spasticated)
- Love and Circuits CD (Cardboard Records)
- "All Of The Other Songs Remixed" (under Trey Told 'Em)[7]
- Circuits of Steel II CD  (SSS) (2007)

### Sencillos
- Nickey Loves To Drive (2010)
- Tolerated (con Freeway) [feat. Waka Flocka Flame] (2014)
- Trouble In Paradise (con Erick the Architect) (2018)

### Remixes
- Beck - "Cellphone's Dead" (2006) (unreleased)[8]
- Peter, Bjorn and John - "Let's Call It Off" (2006)
- Grizzly Bear - "Knife" (2007)
- Tokyo Police Club - "Cheer It On" (2007, under Trey Told 'Em)[9]
- Simian Mobile Disco - "I Believe" (2007, under Trey Told 'Em)
- Professor Murder - "Dutch Hex" (2007, under Trey Told 'Em)
- Of Montreal - "Gronlandic Edit" (2007, under Trey Told 'Em) (unreleased)[10]
- Thrill Jockey Records - Super Epic Thrill Jockey Mega Massive Anniversary Mix (2007, under Trey Told 'Em)[11]

### Créditos como Productor
- Grand Buffet - Pittsburgh Hearts (2003) - "Cool As Hell"